# Esqui cross-country nos Jogos Paralímpicos de Inverno de 2018 - 15 km feminino
As provas de 15 km livre feminino do esqui cross-country nos Jogos Paralímpicos de Inverno de 2018 foram disputadas no Centro de Biatlo Alpensia, em Daegwallyeong-myeon, Pyeongchang, em 12 de março. A prova de 15 km ocorreu para atletas que competem em pé e deficientes visuais.

## Medalhistas
| Medalha | Atletas em pé             | Deficientes visuais                                |
| ------- | ------------------------- | -------------------------------------------------- |
| Ouro    | NPA Ekaterina Rumyantseva | BLR Sviatlana Sakhanenka / Raman Yashchanka (guia) |
| Prata   | NPA Anna Milenina         | UKR Oksana Shyshkova / Vitaliy Kazakov (guia)      |
| Bronze  | UKR Liudmyla Liashenko    | NPA Mikhalina Lysova / Alexey Ivanov (guia)        |

## Resultados

### Atletas em pé
| Pos. | Bib | Atleta                      | Tempo real | Tempo calculado | Diferença |
| ---- | --- | --------------------------- | ---------- | --------------- | --------- |
| 01 ! | 61  | NPA Ekaterina Rumyantseva   | 56:23.6    | 49:37.6         | —         |
| 02 ! | 58  | NPA Anna Milenina           | 53:02.9    | 50:55.6         | +1:18.0   |
| 03 ! | 60  | UKR Liudmyla Liashenko      | 53:14.4    | 51:06.6         | +1:29.0   |
| 4    | 59  | UKR Iuliia Batenkova-Bauman | 54:01.6    | 51:19.5         | +1:41.9   |
| 5    | 57  | CAN Emily Young             | 54:35.2    | 51:51.4         | +2:13.8   |
| 6    | 55  | CAN Natalie Wilkie          | 54:23.4    | 52:12.9         | +2:35.3   |
| 7    | 54  | JPN Momoko Dekijima         | 58:55.0    | 55:58.3         | +6:20.7   |
| 8    | 56  | UKR Bohdana Konashuk        | 59:39.9    | 57:16.7         | +7:39.1   |
| 9    | 52  | CHN Peng Yuanyuan           | 1:10:22.3  | 1:07:33.4       | +17:55.8  |
| 10   | 51  | USA Grace Miller            | 1:11:43.6  | 1:08:51.5       | +19:13.9  |
| —    | 53  | POL Iweta Faron             | DNF        | DNF             | DNF       |

### Deficientes visuais
| Pos. | Bib | Atleta                                          | País                             | Tempo real | Tempo calculado | Diferença |
| ---- | --- | ----------------------------------------------- | -------------------------------- | ---------- | --------------- | --------- |
| 01 ! | 46  | Sviatlana Sakhanenka Guia: Raman Yashchanka     | BLR Bielorrússia                 | 49:41.5    | 49:11.7         | —         |
| 02 ! | 48  | Oksana Shyshkova Guia: Vitaliy Kazakov          | UKR Ucrânia                      | 49:49.4    | 49:19.5         | +7.8      |
| 03 ! | 47  | Mikhalina Lysova Guia: Alexey Ivanov            | NPA Atletas Paralímpicos Neutros | 53:01.0    | 52:29.2         | +3:17.5   |
| 4    | 49  | Carina Edlinger Guia: Julian Edlinger           | AUT Áustria                      | 54:10.8    | 53:38.3         | +4:26.6   |
| 5    | 43  | Yadviha Skorabahataya Guia: Anastasia Kirillova | BLR Bielorrússia                 | 54:51.0    | 54:18.1         | +5:06.4   |
| 6    | 45  | Olha Prylutska Guia: Borys Babar                | UKR Ucrânia                      | 55:13.6    | 54:40.5         | +5:28.8   |
| 7    | 41  | Ekaterina Moshkovskaia Guia: Artem Norin        | NPA Atletas Paralímpicos Neutros | 59:19.5    | 58:43.9         | +9:32.2   |
| 8    | 42  | Mia Zutter Guia: Kristina Trygstad-Saari        | USA Estados Unidos               | 1:02:20.2  | 1:02:20.2       | +13:08.5  |
| —    | 44  | Marina Galitsyna Guia: Maksim Pirogov           | NPA Atletas Paralímpicos Neutros | DNF        | DNF             | DNF       |

Legenda
| Recorde mundial      | Recorde mundial (World record)               |                       | Recorde africano                      | Recorde africano (African) |                                           | Q | Classificado por posição (Qualified) |
| Recorde paralímpico  | Recorde paralímpico (Paralympic record)      | Recorde da América    | Recorde da América (Americas)         | q                          | Classificado por melhor tempo (Qualified) |   |                                      |
| Melhor marca do ano  | Melhor marca do ano (World leading)          | Recorde asiático      | Recorde asiático (Asian)              | DNS                        | Não largou (Did not start)                |   |                                      |
| Recorde nacional     | Recorde nacional (National record)           | Recorde europeu       | Recorde europeu (European)            | DNF                        | Não terminou (Did not finish)             |   |                                      |
| Recorde pessoal      | Recorde pessoal do atleta (Personal best)    | Recorde da Oceania    | Recorde da Oceania (Oceania)          | DSQ / DQ                   | Desclassificado (Disqualified)            |   |                                      |
| Recorde da temporada | Recorde da temporada do atleta (Season best) | Recorde sul-americano | Recorde sul-americano (South America) | NM                         | Sem marca (No mark)                       |   |                                      |

### Esqui cross-country
| Penalizado com cartão amarelo | Penalizado com o cartão amarelo (Yellow card)                                           |  |  |  |
| LL                            | Classificado por tempo (Lucky loser)                                                    |  |  |  |
| PF                            | Vencedor definido por photo finish (Photo finish)                                       |  |  |  |
| LAP                           | Ultrapassado pelo líder (Lapped)                                                        |  |  |  |
| DQB                           | Desclassificado por conduta antidesportiva (Disqualified for unsportsmanlike behaviour) |  |  |  |
| RAL                           | Ranqueado como último (Ranked as last)                                                  |  |  |  |